# 윤이형
윤이형(1976년 ~ )은 대한민국의 소설가이다.

## 생애
소설가 이제하의 딸로 본명은 이슬이다. 연세대학교 영어영문학과를 졸업했고 2005년 지하라는 필명으로 응모한 단편소설 《검은 불가사리》로 중앙신인문학상을 수상하며 등단했다.

## 저서
- 《셋을 위한 왈츠》 (문학과지성사) 2007년 10월 ISBN 978-89320180-9-6
  - 수록작: 〈검은 불가사리〉 〈셋을 위한 왈츠〉 〈피의일요일〉 〈절규〉 〈DJ 론리니스〉 〈말들이 내게로 걸어왔다〉 〈안개의 섬〉 〈판도라의 여름〉
- 《큰 늑대 파랑》 (창비) 2011년 1월 ISBN 978-89364371-7-6
- 《개인적 기억》 (은행나무) 2015년 6월 ISBN 978-89566090-9-6
- 《러브 레플리카》 (문학동네) 2016년 1월 ISBN 978-89546392-5-5
  - 수록작: 〈대니〉 〈굿바이〉 〈쿤의 여행〉 〈루카〉 〈러브 레플리카〉 〈핍〉 〈캠프 루비에 있었다〉 〈엘로〉
- 《졸업》 (내인생의책) 2016년 8월 ISBN 979-11572328-2-6
- 《설랑》 (나무옆의자) 2017년 12월 ISBN 979-11615702-2-8
- 《작은마음동호회》 (문학동네) 2019년 8월 ISBN 978-89546572-1-1
  - 수록작: 〈작은마음동호회〉 〈승혜와 미오〉 〈마흔셋〉 〈피클〉 〈이웃의 선한 사람〉 〈의심하는 용―하줄라프 1〉 〈용기사의 자격―하줄라프 2〉 〈님프들〉 〈이것이 우리의 사랑이란다〉 〈수아〉 〈역사〉
- 《붕대 감기》 (작가정신) 2020년 1월 ISBN 979-11602615-6-1

번역서
- 《메리 포핀스》 (허밍버드) 2017년 12월 ISBN 978-89683315-8-9

영문 출간
- 《피의일요일 (BloodySunday)》 (아시아) 2014년 6월 ISBN 979-11566203-2-7
- 《대니(Danny)-K픽션007》 (아시아) 2015년 4월 ISBN 979-11566211-7-1

공저
- 《오늘의 소설》 (작가) 2008년 3월 ISBN 978-89892517-7-4 〈큰 늑대 파랑〉
- 《자전 소설 2: 오, 아버지)》 (강) 2010년 10월 ISBN 978-89821815-6-6 〈맘〉
- 《서울 밤의 산책자들》 (강) 2011년 3월 ISBN 978-89821816-0-3 〈결투〉
- 《카레 온 더 보더: 2013 제13회 황순원문학상 수상작품집》 (문예중앙) 2013년 10월 ISBN 978-89278048-6-4 〈굿바이〉
- 《몬순: 2014 제38회 이상문학상 작품집》 (문학사상사) 2014년 1월 ISBN 978-89701290-0-6 〈쿤의 여행〉
- 《겨울의 눈빛: 2014 제4회 문지문학상 수상작품집》 (문학과지성사) 2014년 5월 ISBN 978-89320262-1-3 〈굿바이〉
- 《누가: 2014 제15회 이효석 문학상 수상작품집》 (문학의숲) 2014년 9월 ISBN 978-89938383-5-0 〈러브 레플리카〉
- 《금성녀: 2014,제14회 황순원문학상 수상작품집》 (문예중앙) 2014년 10월 ISBN 978-89278058-6-1 〈루카〉
- 《2014 제5회 젊은작가상 수상작품집》 (문학동네) 2014년 12월 ISBN 978-89546244-7-3 〈쿤의 여행〉
- 《제5회 문지문학상 수상작품집: 2015,윤이형 루카》 (문학과지성사) 2015년 5월 ISBN 978-89320275-6-2 〈루카〉
- 《작가와 고양이》 (폭스코너) 2016년 1월 ISBN 979-11955235-3-5 〈네가 될 수 없지만 너를 사랑해〉
- 《천국의 문: 제40회 이상문학상 작품집 1977~ 2016》 (문학사상) 2016년 1월 ISBN 978-89701294-9-5 〈이웃의 선한 사람〉
- 《2015 제6회 젊은작가상 수상작품집》 (문학동네) 2016년 5월 ISBN 978-89546361-7-9 〈루카〉
- 《파인 다이닝》 (은행나무) 2018년 3월 ISBN 979-11888101-0-9 〈승혜와 미오〉
- 《그날 밤 우리는 비밀을: 여성, 십대, 몸에 관한 다섯 개의 시선》 (우리학교) 2018년 6월 ISBN 979-11870505-9-9 〈눈그림자〉
- 《소설 제주》 (아르띠잔) 2018년 7월 ISBN 979-11963738-0-1 〈가두리〉
- 《모르그 디오라마: 2019 제64회 현대문학상 수상 소설집》 (현대문학) 2018년 12월 ISBN 978-89727594-9-2 〈마흔셋〉
- 《그들의 첫 번째와 두 번째 고양이: 2019 제43회 이상문학상 작품집》 (문학사상) 2019년 1월 ISBN 978-89701299-8-3 〈그들의 첫 번째와 두 번째 고양이〉
- 《멜랑콜리 해피엔딩》 (작가정신) 2019년 1월 ISBN 979-11602612-7-1 〈여성의 신비〉
- 《이상문학상 대상작가의 자전적 에세이》 (문학사상) 2019년 3월 ISBN 978-89701294-8-8 〈다시 쓰는 사람〉
- 《광장》 (워크룸프레스) 2019년 9월 ISBN 979-11893562-3-1 〈광장〉
- 《인생은 언제나 무너지기 일보 직전》 (큐큐(QQ)) 2019년 9월 ISBN 979-11964381-3-5 〈정원사들〉

## 수상
| 연도 | 상                       | 작품                            | 출처  |
| ---- | ------------------------ | ------------------------------- | ----- |
| 2005 | 중앙신인문학상           | 검은 불가사리                   |       |
| 2014 | 제38회 이상문학상 우수상 | 쿤의 여행                       | [ 3 ] |
| 2014 | 제5회 젊은작가상         | 쿤의 여행                       | [ 4 ] |
| 2015 | 제5회 문지문학상         | 루카                            | [ 5 ] |
| 2015 | 제6회 젊은작가상         | 루카                            | [ 6 ] |
| 2019 | 제43회 이상문학상 대상   | 그들의 첫 번째와 두 번째 고양이 | [ 7 ] |